# نهم آوریل (فیلم)
نهم آوریل (دانمارکی: 9. april) فیلمی در ژانر جنگی و درام است که در سال ۲۰۱۵ منتشر شد. از بازیگران آن می‌توان به لارس میکلسن و پیلو اسبک اشاره کرد.

## خلاصه داستان
صبح روز نهم آوریل سال ۱۹۴۰، ارتش دانمارک به حالت آماده باش می‌رود. آلمانها از مرز عبور کرده و دانمارک با قدرتمندترین ارتش اروپا وارد جنگ شده. در جنوب دانمارک، به جوخه موتور سواران دستور داده می‌شود تا رسیدن نیروهای کمکی دشمن را به عقب برانند…